# Inge II. (Norwegen)
Inge II. Bårdsson (* 1185; † 23. April 1217) war norwegischer König von 1204 bis 1217.
Sein Vater war Bård Guttormsson von Rein, seine Mutter Cecilia Sigurdsdatter, Tochter von Sigurd Munn und Sverre Sigurdssons Schwester. Seine Brüder waren Sigurd Bårdsson und Guthorm Bårdsson.
Die königliche Heeresgefolgschaft wollte Inges Halbbruder Håkon Galen nach dem Tode von Guttorm Sigurdsson 1204 zum König erheben, aber er musste sich auf dem Øyrathing der Allianz zwischen dem Erzbischof und der Aristokratie in Trøndelag beugen. Die brachte nämlich seine schwedische Abstammung von der Vaterseite ins Spiel, denn Håkon war ein Sohn aus Cäcilias erster Ehe mit dem schwedischen Gesetzessprecher von Värmland, Folkvid. Die Allianz setzte dagegen Inge Bårdsson durch, einen Sohn aus der zweiten Ehe Cäcilias mit dem Adligen Bård Guttormsson von Rein. Er wurde gewählt, weil er aus einem angesehenen Trønder-Geschlecht stammte, und wohl auch deshalb, weil er friedlicher gesinnt war als Håkon. Inge II. blieb überwiegend in Trøndelag.
Die parallele Allianz zwischen Bischof und Aristokraten gegen das Militär bei der Wahl Inges II. 1204 und Philipps 1207 deutet die Wende an. Das Thronfolgegesetz von 1163 war immer noch maßgebend, wonach die Thingbauern zusammen mit dem Bischof die Entscheidung über die Königswahl treffen mussten. Bischöfe und Thingbauern arbeiteten auf beiden Seiten mit ihrer Personalpolitik auf einen Friedensschluss hin. Die Baglersaga beschreibt beide Könige als bauernfreundlich und betont, dass beide ihre Truppen hinsichtlich der Bauern disziplinierten. Die Rolle der Bischöfe änderte sich. Während sie früher für die eine oder andere Seite Partei ergriffen hatten, erhoben sie sich nun über die Parteien und nahmen eine Vermittlerrolle wahr. Bischof Nikolas von Oslo schlug eine Dreiteilung des Landes zwischen Inge II., Håkon Galen und Philipp vor. Die Birkebeiner wollten nur Inge als Einheitskönig. Neue Kämpfe flackerten auf, aber die Berufsheere hatten keinen Rückhalt in der Bevölkerung mehr. Im Sommer gingen die Schiffe der Bagler verloren. Die Bagler versuchten König Inge in Oslo zu überfallen, was aber missglückte. Bischof Nikolas hielt zwar am längsten noch an seinem Kurs fest, ließ sich aber vom Erzbischof zur Vermittlerrolle bewegen.
Der Friede wurde 1208 auf Kvitsøy geschlossen. Das Land wurde dreigeteilt. Philipp erhielt Oppland und einen Großteil des Oslofjordes, Inge und Håkon teilten sich die Macht an der Grenze nördlich von Dovre westlich des Langfjells. Der Vergleich von Kvitsøy von 1208 beendete den offenen Kampf zwischen Birkebeinern und Baglern und leitete eine zehnjährige Ruhephase ein.
Als Håkon Jarl 1214 starb, übernahm Inge gemäß dem Thronfolgevertrag von 1212 dessen Reich. Sein plötzlicher militärischer Machtzuwachs zwang die Trønder-Bauern zum Vergleich. So war er bis zu seinem Tod am 23. April 1217 König über das gesamte Birkebeinergebiet.
Inge ist im Dom zu Nidaros begraben.